# Oak Hall (Virginia)
Oak Hall es un lugar designado por el censo (en inglés, census-designated place, CDP) situado en el condado de Accomack, Virginia, Estados Unidos. Según el censo de 2020, tiene una población de 226 habitantes.

## Demografía
| Raza                   | Núm. | Porc.  |
| ---------------------- | ---- | ------ |
| Blancos                | 132  | 58.4%  |
| Afroamericanos         | 66   | 29.2%  |
| Amerindios             | 2    | 0.9%   |
| Asiáticos              | 6    | 2.7%   |
| De otras razas         | 8    | 3.5%   |
| De una mezcla de razas | 12   | 5.3%   |
| Total                  | 226  | 100.0% |

Del total de la población, el 2.7% son hispanos o latinos de cualquier raza.